# Burg Schwarzwald
Die Burg Schwarzwald war eine hochmittelalterliche Befestigung auf einem schmalen Berggrat oberhalb des Ortsteils Schwarzwald im Thüringer Wald. Sie diente zunächst der Überwachung einer wichtigen Heer- und Handelsstraße, welche bei Oberhof über den Thüringer Wald führte und wurde seit dem 14. Jahrhundert auch als Verwaltungszentrum (Amt Schwarzwald) genutzt.

## Lage
Die Burgstelle der Spornburg befindet sich im Zentrum des Ortsteiles Schwarzwald der Gemeinde Luisenthal auf einem Bergsporn (519 m ü. NN), etwa 60 Meter über dem Talgrund der Ohra.

## Beschreibung
Die Burg Schwarzwald ist eine Abschnittsburg, sie wurde durch Steilhanglage nach Norden, Westen und Süden und noch erkennbare Gräben und Wälle geschützt. Die Anlage erstreckt sich über eine Länge von etwa 250 Meter und 20 bis 40 Meter Breite auf dem Kamm des schmalen Bergspornes, welcher sich vom Turmberg (659,2 m ü. NN) in westliche Richtung in das Ohratal vorschiebt. Der Zugang erfolgte über den noch im Osten erkennbaren Hohlweg und führte zunächst über einen in den Fels eingetieften Halsgraben (dieser ist noch deutlich erkennbar und verläuft bogenförmig, er war etwa 5 Meter tief und breit), er wurde von dem westlich vorhandenen Burgturm (heutige Resthöhe etwa 20 Meter) gesichert. An der Nordseite dieses Halsgrabens steht heute eine Erläuterungstafel des Heimatvereins, hier erkennt man in Richtung Ortslage blickend noch deutlich den Verlauf eines Schutzwalls, der die Burganlage an dieser Stelle unzugänglich machte. Von den Gebäuden und Befestigungsanlagen der Burg sind nur noch geringe Spuren erhalten geblieben. Im mittleren Abschnitt der Burg erkennt man auf der Südseite einen etwa 1 Meter hohen und noch etwa 10 Meter langen Mauerrest am Wanderweg. Weitere Gräben unterteilen den westlichen Teil der Burg, in welchem die Wohn- und Wirtschaftsgebäude sowie die Verwaltung untergebracht waren.

## Geschichte

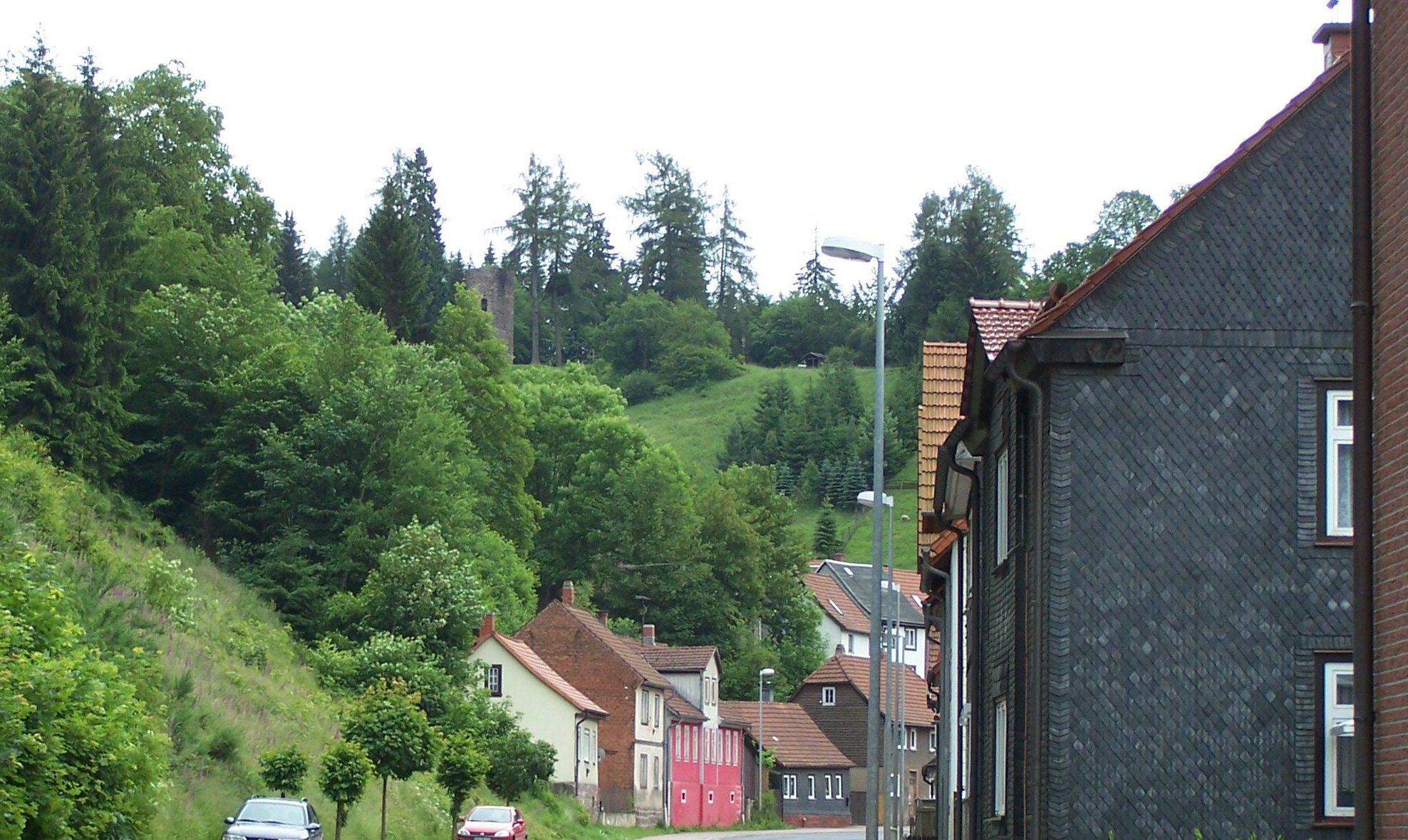
Ansicht aus der Ortslage

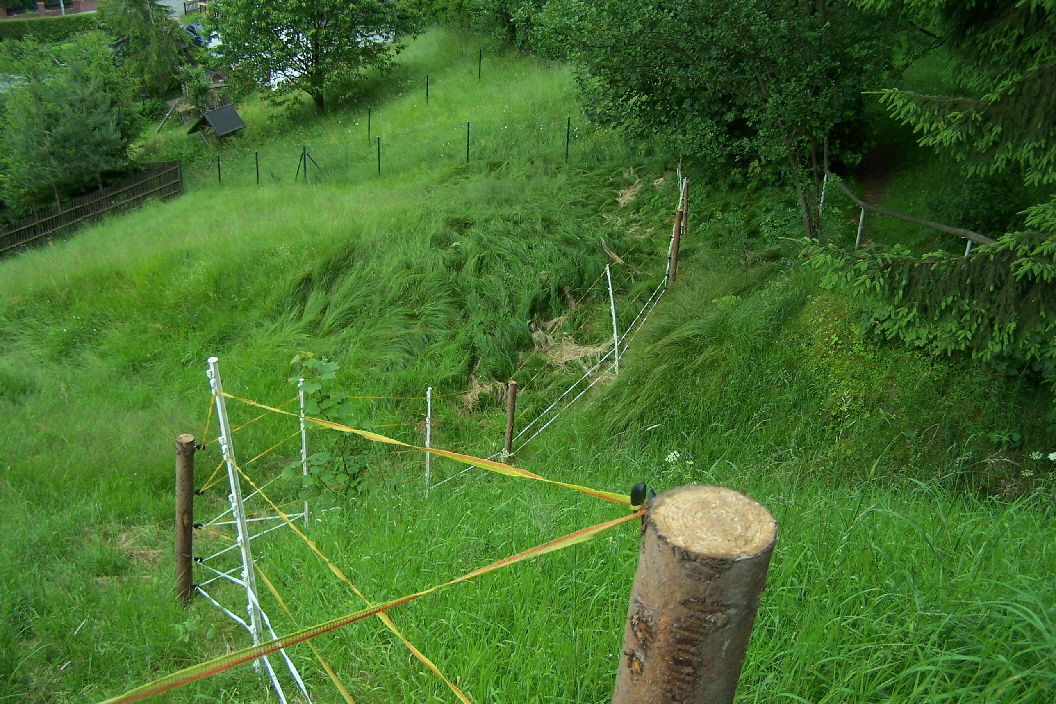
Eine Wall-Graben-Befestigung

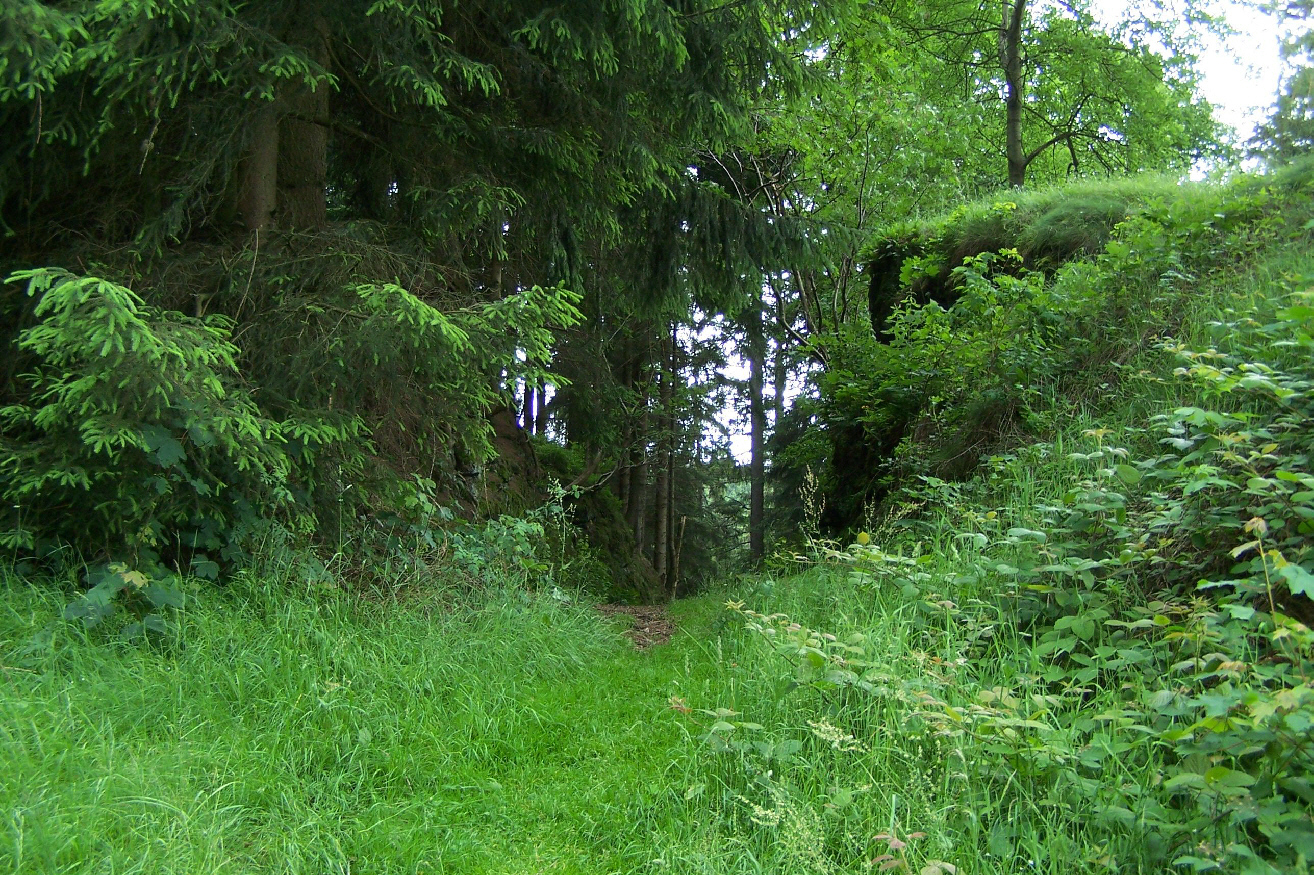
Halsgraben

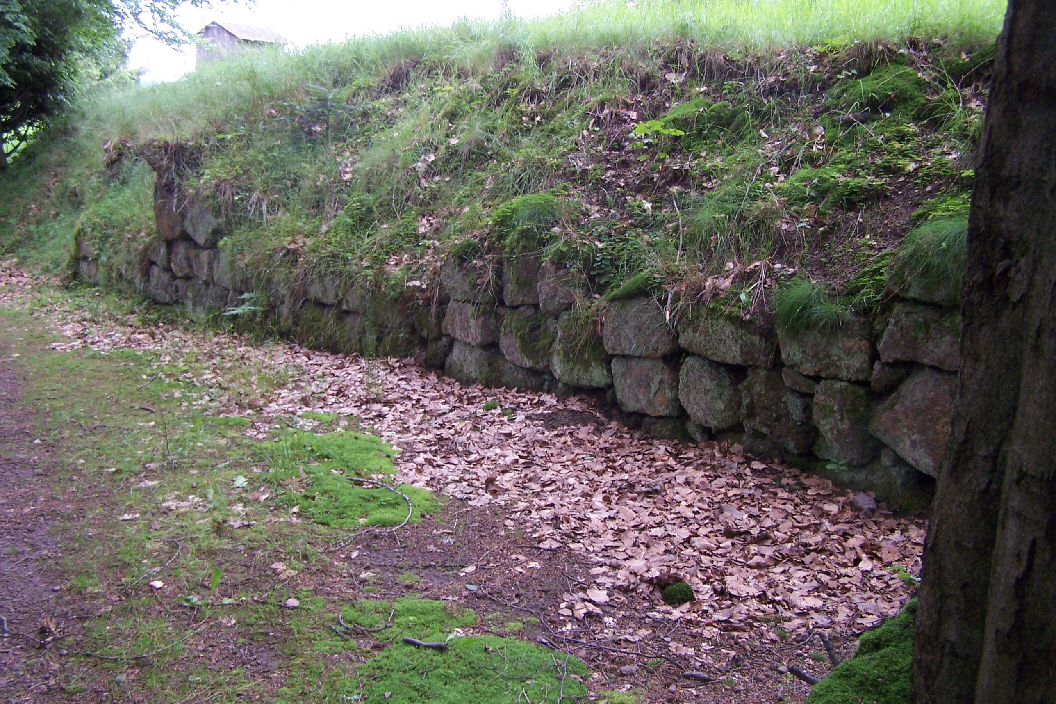
Mauerreste

Durch das Luisenthaler Gebiet führte eine alte Passstraße in Richtung Oberhof und Meiningen.
Die erste urkundliche Erwähnung findet sich im Jahre 1290, wo die Burg auf dem Reichstag zu Erfurt als „castrum Swarzenwalt“ genannt wird. Bis zum Jahre 1302 gehörte die Burg mit einem zugehörigen Wirtschaftshof im Tal den Grafen von Kevernburg, wurde kurzzeitig von den Grafen von Orlamünde, dann von den Grafen von Schwarzburg erworben. Um 1367 bemühte sich die Stadt Erfurt stark um den Ankauf der Burg, sie wollte damit eine ihrer wichtigsten Handelswege nach Franken sichern und Zoll- und Wegegelder einsparen. Dieses Vorhaben misslang und die Burg geriet an die Thüringer Landgrafen. Die Wettiner richteten in der Burg eine Vogtei ein und begründeten damit das Amt Schwarzwald, es umfasste die Ortschaften Schwarzwald und Stutzhaus – heute Luisenthal, Oberhof, Zella St. Blasi und Mehlis – heute Zella-Mehlis, sowie Jagdhäuser, Bergwerke, Mühlen, Hütten und Waldarbeiterorte. Das Amt wurde erst 1642 nach Zella Sankt Blasii, dem Hauptort des Amtes, verlegt. Nach dem Dreißigjährigen Krieg wurde die Burgruine aufgegeben und diente als Steinbruch für die Siedlung Schwarzwald, welche sich nun um den Burgberg erweiterte. Mit dem Bau der Eisenbahnstrecke nach Luisenthal setzte um 1920 der Fremdenverkehr ein, hierzu wurde die Ruine wieder interessant und durch die Anlage von Spazierwegen und Aussichtspunkten zugänglich gemacht.

## Namensdeutung
Der Name Schwarzwald ist als früher Beleg für die hier noch im Spätmittelalter vorherrschende Bestockung mit Nadelwald (Fichte, Tanne) zu werten.

## Status
Die Burgstelle ist ein geschütztes Bodendenkmal. Das betreffende Gelände wird touristisch und forstwirtschaftlich genutzt.

## Sonstiges
Im Westteil der Burg wurde nach 1870 ein kleines Denkmal errichtet, es erinnert an den Deutsch-Französischen Krieg.